# 4127 Kyogoku
4127 Kyogoku è un asteroide della fascia principale. Scoperto nel 1988, presenta un'orbita caratterizzata da un semiasse maggiore pari a 2,8666780 UA e da un'eccentricità di 0,0422852, inclinata di 2,26427° rispetto all'eclittica.